# Gerceida E. Adams-Jones
Gerceida E. Adams-Jones (Denver, siglo XX) es una física estadounidense. Se convirtió en la primera mujer afroestadounidense en recibir una licenciatura en oceanografía física.

## Biografía

### Primeros años
Nació en Denver, Colorado, y creció en Caruthersville, Misuri. Se graduó en 1981 en la Universidad de Michigan, convirtiéndose en la primera mujer afroestadounidense con una licenciatura en oceanografía física. Asistió a la Universidad de Nueva York para realizar estudios de posgrado, obtuvo una maestría en 1986 y completó un doctorado allí en 1997.

### Carrera
Se desempeña como profesora asociada en la Universidad de Nueva York y miembro del cuerpo docente de Pioneer Academics, un programa de investigación en línea para estudiantes de preparatoria relacionados con Oberlin College.
En 2006, ella y Makeda Watkins fundaron St. Albans Under the Stars, un programa comunitario que promueve proyectos científicos en comunidades desatendidas y ayuda en iniciativas de preparación universitaria a través de una serie de talleres diseñados para involucrar activamente al estudiante mientras "aprende jugando".
Es autora del libro The Science Behind Technology (Kendall Hunt Publishing, 2017).

## Reconocimiento
Fue nombrada miembro de la Sociedad Estadounidense de Física en 2021 "por abordar públicamente las desigualdades en la educación científica en física y astronomía mediante el desarrollo de materiales curriculares y actividades comunitarias, particularmente en las comunidades del centro de la ciudad".